# حدوة الحصان قصيرة البتلات
حدوة الحصان قصيرة البتلات (باللاتينية: Hippocrepis brevipetala) نوع نباتي يتبع جنس حدوة الحصان من الفصيلة البقولية.

## الموئل والانتشار
ينتشر هذا النوع في المغرب العربي.